# Tarsiger
A Tarsiger a madarak osztályának verébalakúak (Passeriformes) rendjébe és a légykapófélék (Muscicapidae) családjába tartozó nem.

## Rendszerezésük
A nemet Brian Houghton Hodgson írta le 1845-ben, az alábbi 6 faj tartozik ide:
- vörösmellű kékfarkú (Tarsiger hyperythrus)
- kékfarkú (Tarsiger cyanurus)
- himalájai kékfarkú (Tarsiger rufilatus)
- fehérhomlokú kékfarkú (Tarsiger indicus)
- tajvani kékfarkú (Tarsiger johnstoniae)
- arany kékfarkú (Tarsiger chrysaeus)

## Előfordulásuk
Európa és Ázsia területén honosak. Természetes élőhelyeik az erdők és cserjések.

## Megjelenésük
Testhosszuk 12–15 centiméter közötti.

## Életmódjuk
Gerinctelenekkel táplálkoznak, de gyümölcsöket és magvakat is fogyasztanak.